# Cava Muracci (Cisterna di Latina)
Cava Muracci è un sito archeologico situato nel comune di Cisterna di Latina (Latina), nel quadrante nord-est della Pianura Pontina, a pochi chilometri dal litorale laziale e circa 40 km a sud di Roma. È noto principalmente per la scoperta di tane di iena (Crocuta crocuta) databili al Pleistocene superiore, tra 35-45.000 anni fa.

## Il contesto e le prime scoperte
L'area ad est di Cisterna di Latina, in direzione dei Monti Lepini, è caratterizzata da un esteso banco di travertino poco pregiato formatosi nel Quaternario descritto e studiato sin dagli inizi del 1800. Numerose cave sono state aperte ed abbandonate in quest'area sin da epoca romana. Ed è proprio alla presenza di ruderi romani ("Muracci" nel dialetto locale) che la cava deve il suo nome. La scoperta della rilevanza archeologica di Cava Muracci risale al 1956, quando i lavori di estrazione della pietra portarono alla luce una grotta di circa 40m2 con ingresso verticale, caratteristica comune in questo genere di cavità del travertino, al cui interno si rinvennero resti umani, faunistici, frammenti ceramici ed un nucleo in ossidiana. Il contesto ed il materiale rinvenuto vennero descritti da Aldo Segre, geologo e paleontologo molto attivo nell'area, mentre i resti umani vennero studiati da colui che segnalò per primo il sito, l'anatomopatologo Antonio Ascenzi. Questi convennero che il deposito doveva essere in giacitura secondaria, probabilmente proveniente da più sepolture poste al di sopra della grotta, ed in base alla tipologia ceramica datarono il tutto al "Bronzo tardo". In occasione di questa scoperta vennero indagate anche altre cavità (definite "tasche" quando di piccole dimensioni) presenti sul fronte della cava, rinvenendo numerosa fauna fossile ed industria litica che, per confronto tipologico, il Segre attribuì al Perigordiano, Gravettiano e Aurignaziano. Nel complesso, mancando evidenze dirette di una presenza umana, il riempimento di queste tasche venne interpretato come un accumulo naturale di rifiuti. Sfortunatamente, la grotta venne distrutta poco dopo per permettere l'estrazione del travertino.
Agli inizi degli anni novanta l'apertura di un nuovo fronte di cava mise in luce una tasca di forma conica contenente nuovi resti fossili animali e il cranio, ben conservato, di un uomo adulto morto tra i 28-35 anni. Questo individuo, datato radiometricamente al 14C a 3620-3590 a.C sarebbe quindi vissuto nel Neolitico medio finale. Il cranio, attualmente conservato presso il Museo Civico Archeologico Oreste Nardini di Velletri, al momento della scoperta era adagiato sul carapace di una tartaruga. Questo aspetto ha lasciato supporre ad alcuni studiosi potesse trattarsi di una deposizione rituale volontaria, sebbene una casuale sovrapposizione dei resti sembri l'ipotesi più probabile. Tra le analisi svolte sul reperto spiccano, per le informazioni forniteci sull'alimentazione del nostro antenato, quelle effettuate sulla dentatura. L'ipoplasia dentale dello smalto (IDS) ha evidenziato l'insorgenza di uno stress nutrizionale subito intorno ai due anni di età, probabilmente riconducibile al momento dello svezzamento, e quindi dal passaggio da un'alimentazione ricca di elementi dietetici nobili, quali il latte materno, alla dieta seguita dagli adulti del gruppo. La concentrazione degli elementi in traccia nella dentatura, quali Stronzio e Zinco, suggerisce invece che quest'individuo assumesse grandi quantità di proteine, probabilmente di origine carnea, ed una discreta quantità di carboidrati tramite cereali. Sfortunatamente l'estrema pericolosità della cavità, con blocchi di travertino sospesi, rese impossibile lo svolgersi di uno scavo archeologico, impedendo quindi una più accurata comprensione del contesto. Malgrado ciò, il parietale frammentato di un secondo individuo umano è stato casualmente scoperto nel medesimo luogo nel 2000. Anche in quest'occasione però non si rese possibile realizzare lo scavo dell'area.

## Le indagini tra il 2012 e il 2018

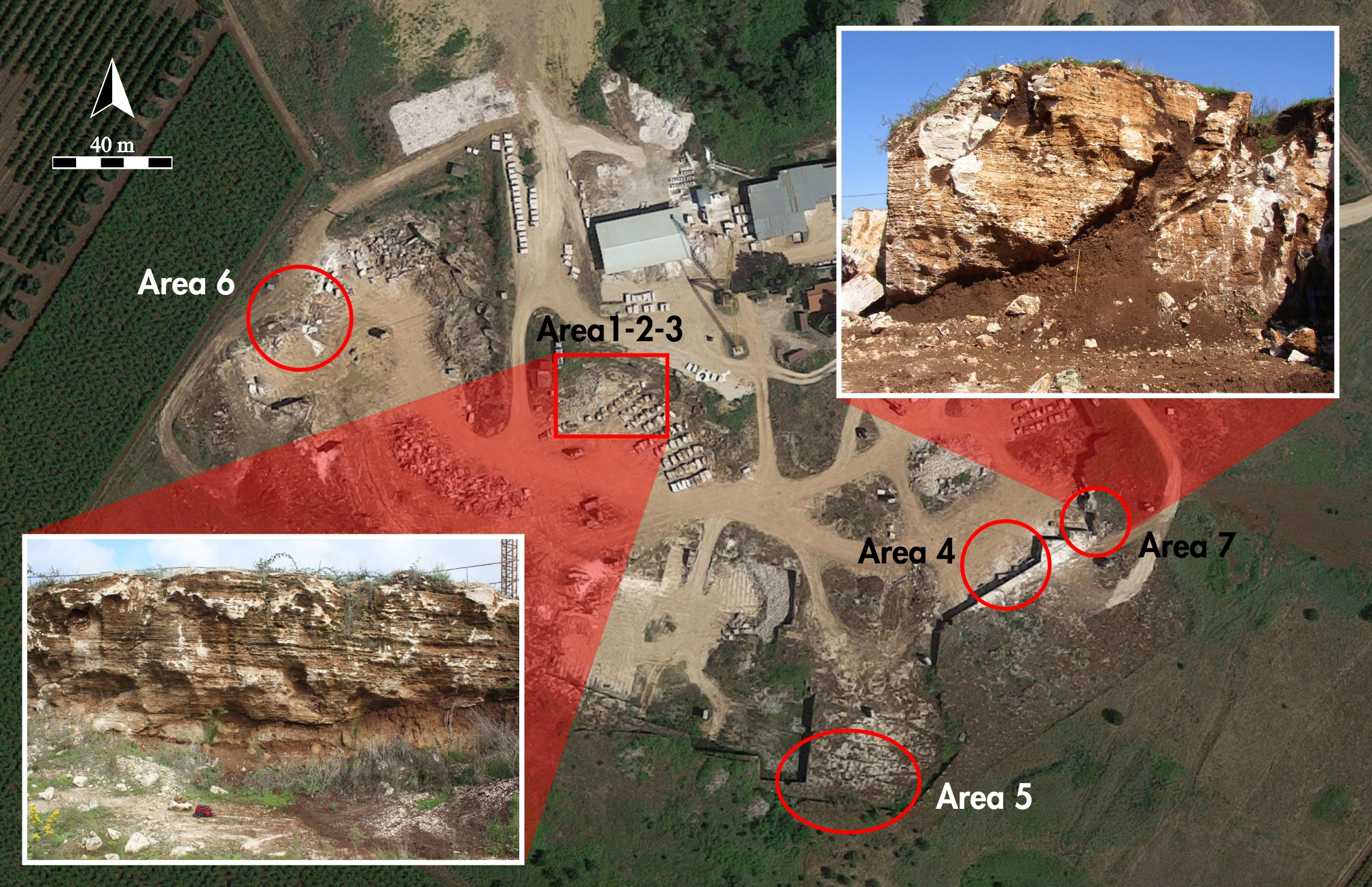
Fig. 1. Immagine satellitare del sito Cava Muracci con dettaglio delle aree investigate.

Nel 2012, a seguito dell'ennesimo sbancamento, una nuova cavità con ossa fossili venne segnalata all'Università degli Studi di Roma Tor Vergata, la quale in accordo con la Soprintendenza Archeologia Belle Arti e Paesaggio per le province di Frosinone Latina Rieti avviò le prime indagini sistematiche all'interno di Cava Muracci. Tra il 2012 e il 2018 sette cavità di interesse archeologico e paleontologico vennero individuate lungo il fronte di cava (Fig. 1). Queste, geo-morfologicamente identificabili come tasche nel travertino con accesso con forte pendenza, si differenziavano di molto tra di loro sia per le dimensioni che per la quantità e conservazione dei reperti in esse rinvenuti. In totale, il sito ha restituito oltre duemila resti faunistici e svariate centinaia di coproliti e strumenti in pietra. 
Tra le sette zone di indagine una in particolare, definita Area 3 (Fig. 1), risaltava per le dimensioni e l'alto numero di resti ossei visibili in superficie. Purtroppo i lavori di cava avevano causato la parziale distruzione della struttura, che originariamente doveva costituire una grotta sotterranea, ad accesso obliquo o verticale, costituita da un'unica camera. Malgrado il danneggiamento, il contesto presentava una paleosuperficie di circa 20m2 e un deposito stratigrafico ben conservato (Fig. 2), fondamentali per l'interpretazione del sito, in cui 3 livelli archeologici sono stati identificati:

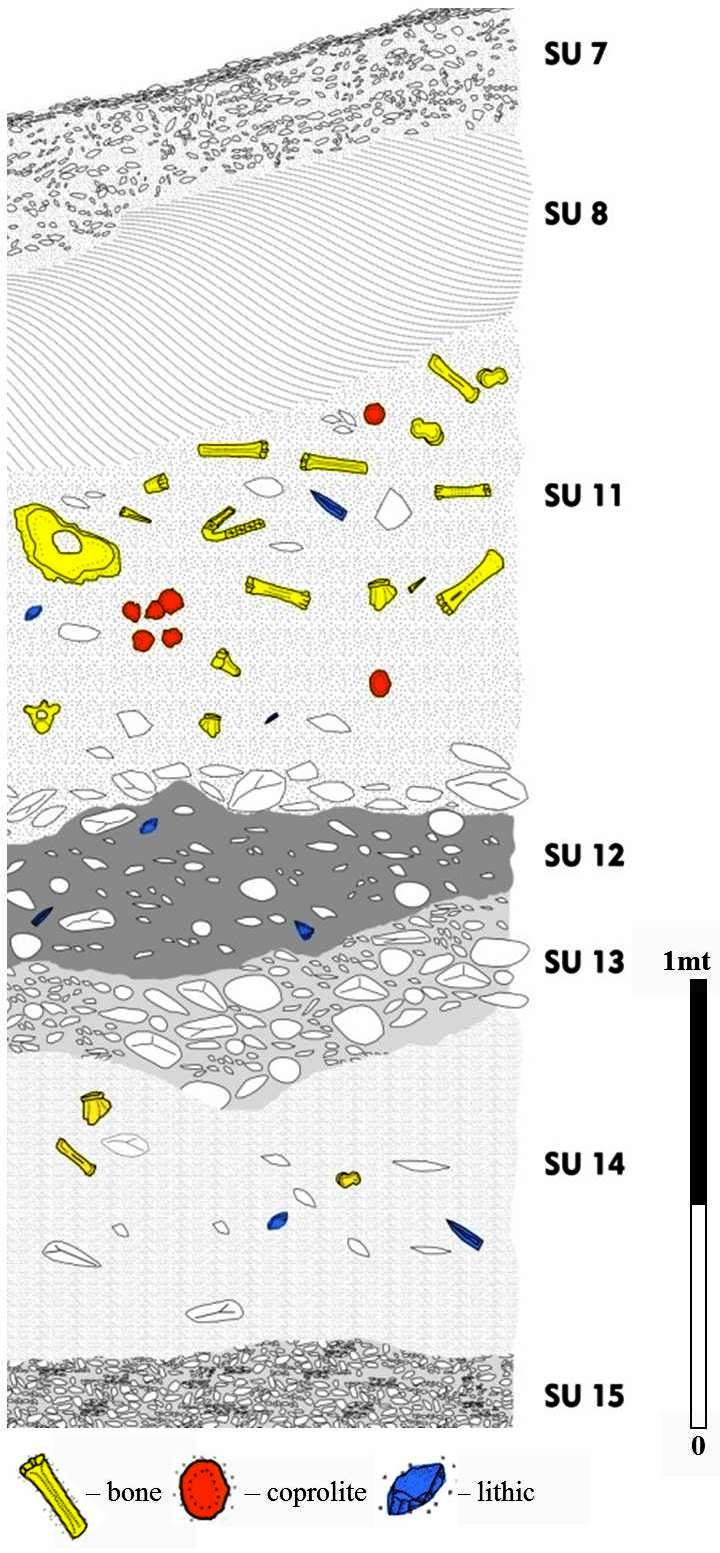
Fig. 2. Stratigrafia di Area 3 a Cava Muracci.

SU 7: Moderno piano di calpestio della cava, costituito da terra sciolta e brecciolino calcareo.
SU 8: Soffitto in travertino della grotta "Area 3".
SU 11: È un compatto livello di argilla rossastra e clasti contenente sia industria litica che abbondante macrofauna e coproliti perfettamente fossilizzati. Databile tra 35-45.000 anni fa.
SU 12: Livello argilloso bruno rossiccio con rarissima industria litica e macrofauna ma abbondanti piccoli vertebrati.
SU 13: Strato di tephra vulcanico sterile risalente a 70±2 ka BP. 
SU 14: Paleosuolo rosso estremamente compatto e probabilmente rimaneggiato dall'acqua, come sembrano indicare estese patine di manganese. Questo livello ha restituito rarissima fauna e industria litica.
SU 15: Fondo naturale in travertino di "Area 3":
SU 11, il primo e più importante livello archeologico rinvenuto, ha restituito approssimativamente i tre quarti di tutti i resti faunistici provenienti da Cava Muracci, insieme a circa cento coproliti. Sulla superficie erano ben visibili resti di grandi erbivori, talvolta in connessione anatomica (Fig. 3). Questi ultimi non di rado presentavano frammentazione e tracce di rosicchiamento tipiche dell'attività di carnivori, di cui si rinvenivano diverse mandibole (Fig. 4-5), suggerendo che non si trattasse di un accumulo naturale di carcasse animali ma, più probabilmente, della tana di un predatore. Rimaneva invece sospeso il possibile ruolo umano, testimoniato da un centinaio di strumenti in pietra (Fig. 6), nella formazione del deposito. Allo scopo di definire la cronologia di questo livello è stata realizzata un'ampia serie di datazioni al 14C, il cui risultato pone la formazione del deposito in un periodo compreso tra 35-45.000 anni fa. Un'ulteriore datazione a 68-72.000 anni fa, perfettamente allineata ad una già nota eruzione del Vulcano Albano avvenuta circa 69.000 anni fa, è stata ottenuta per il sottostante livello a cenere vulcanica (SU 13).
Nel resto della cava, sebbene molti contesti fossero severamente danneggiati, alcune centinaia di reperti sono stati rinvenuti. Nel dettaglio, Area 4 e 7 presentavano depositi e reperti simili ad Area 3. Al contrario, le stratigrafie ed i reperti delle Aree 1, 2, 5 e 6 sembravano suggerire una diversa modalità di formazione. Datazioni effettuate su reperti provenienti dalle Aree 5 e 7 hanno restituito cronologie coeve ad Area 3.

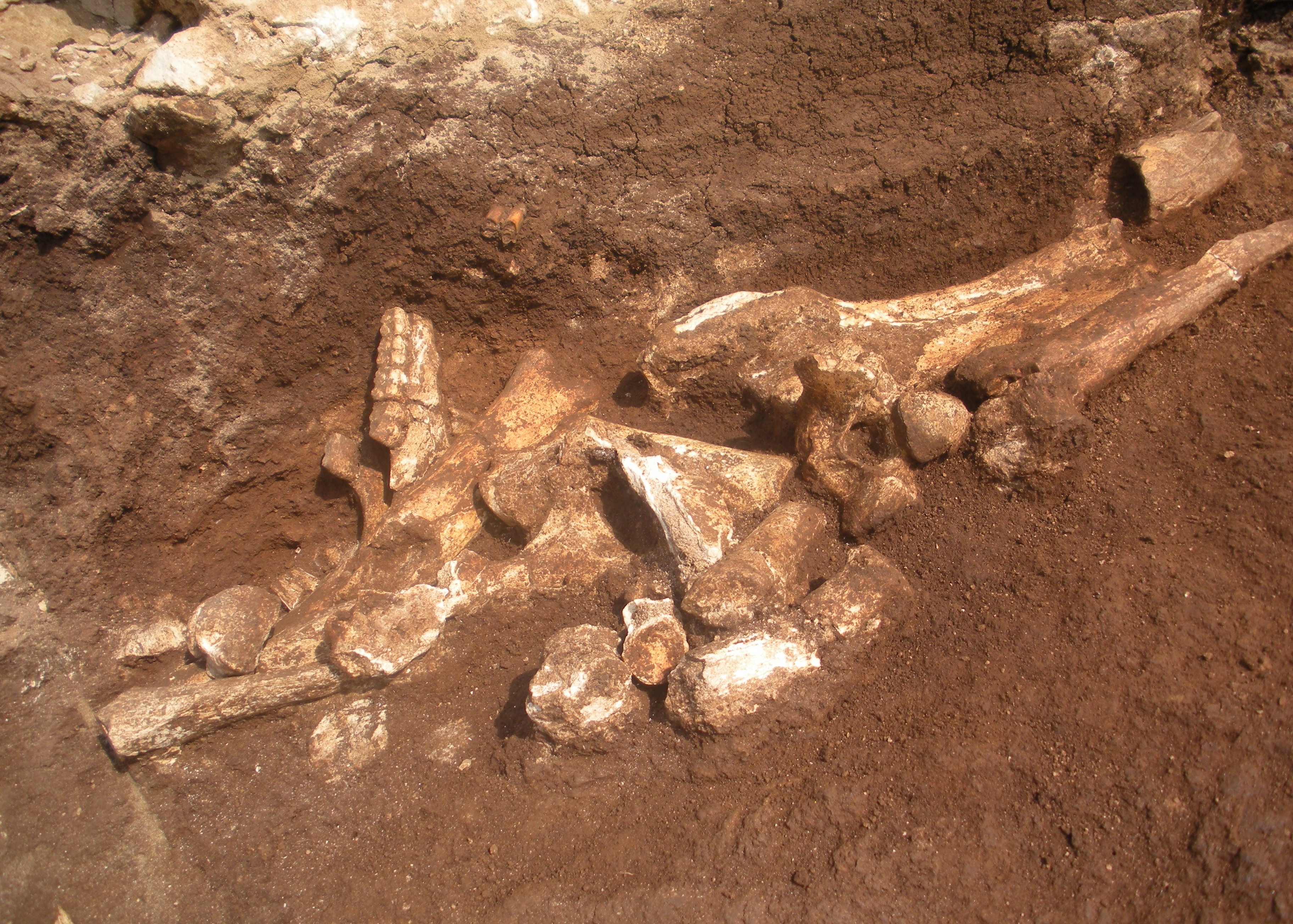
Fig. 3. Resti fossili da Area 3.
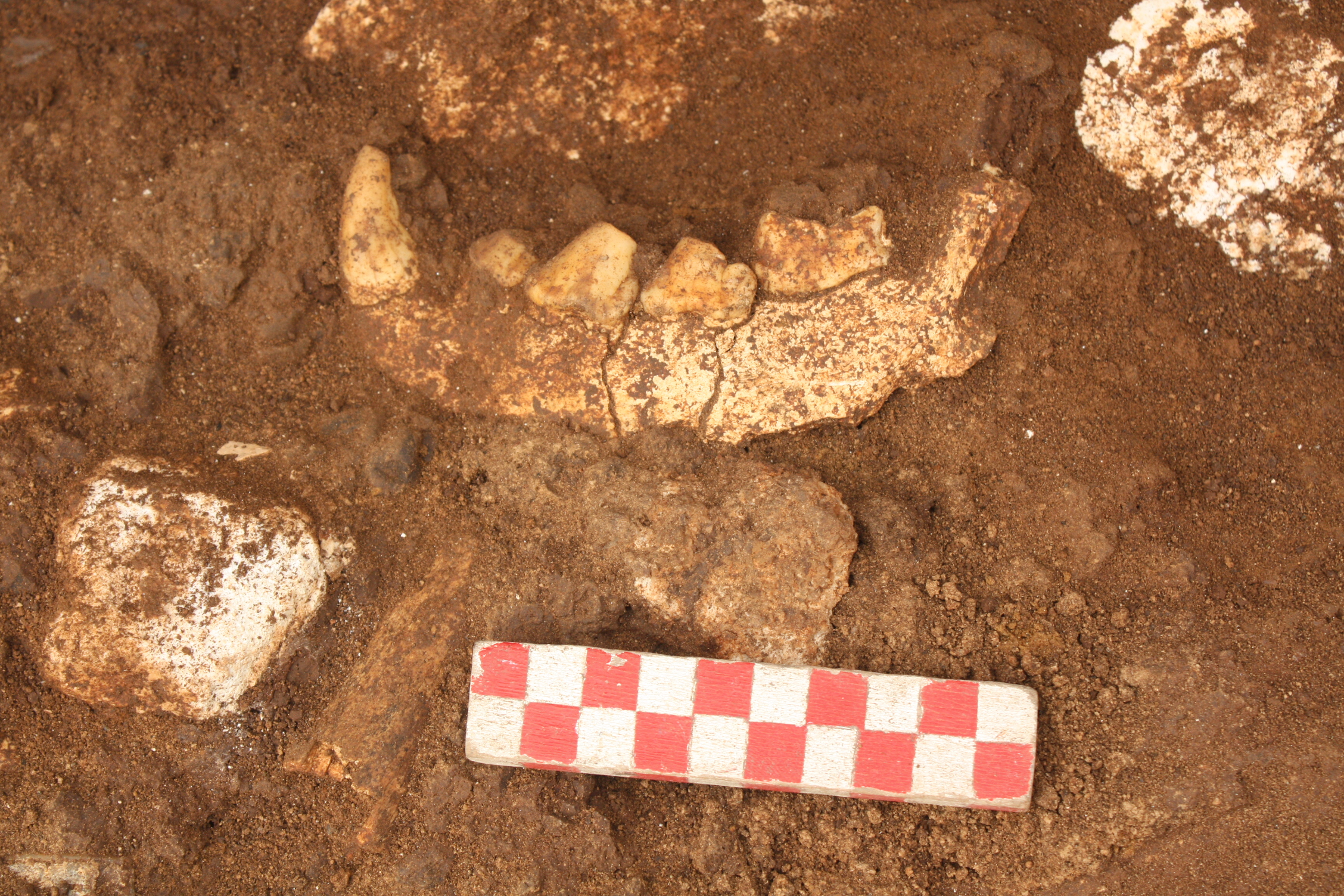
Fig. 4. Mandibola di iena adulta in strato.
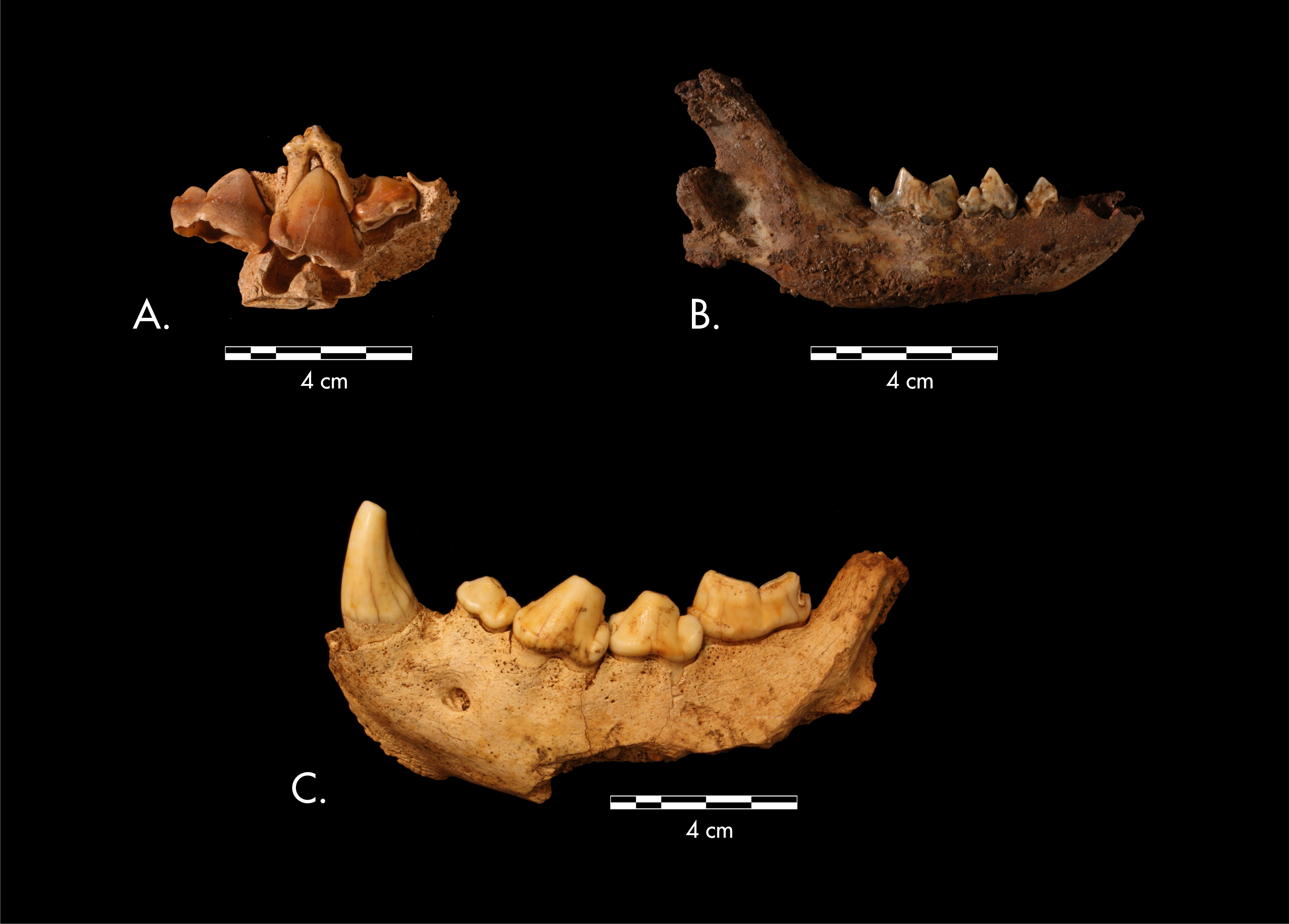
Fig. 5. Mandibole di iena da Cava Muracci: A-B. Individui giovanissimi C. Individuo adulto.
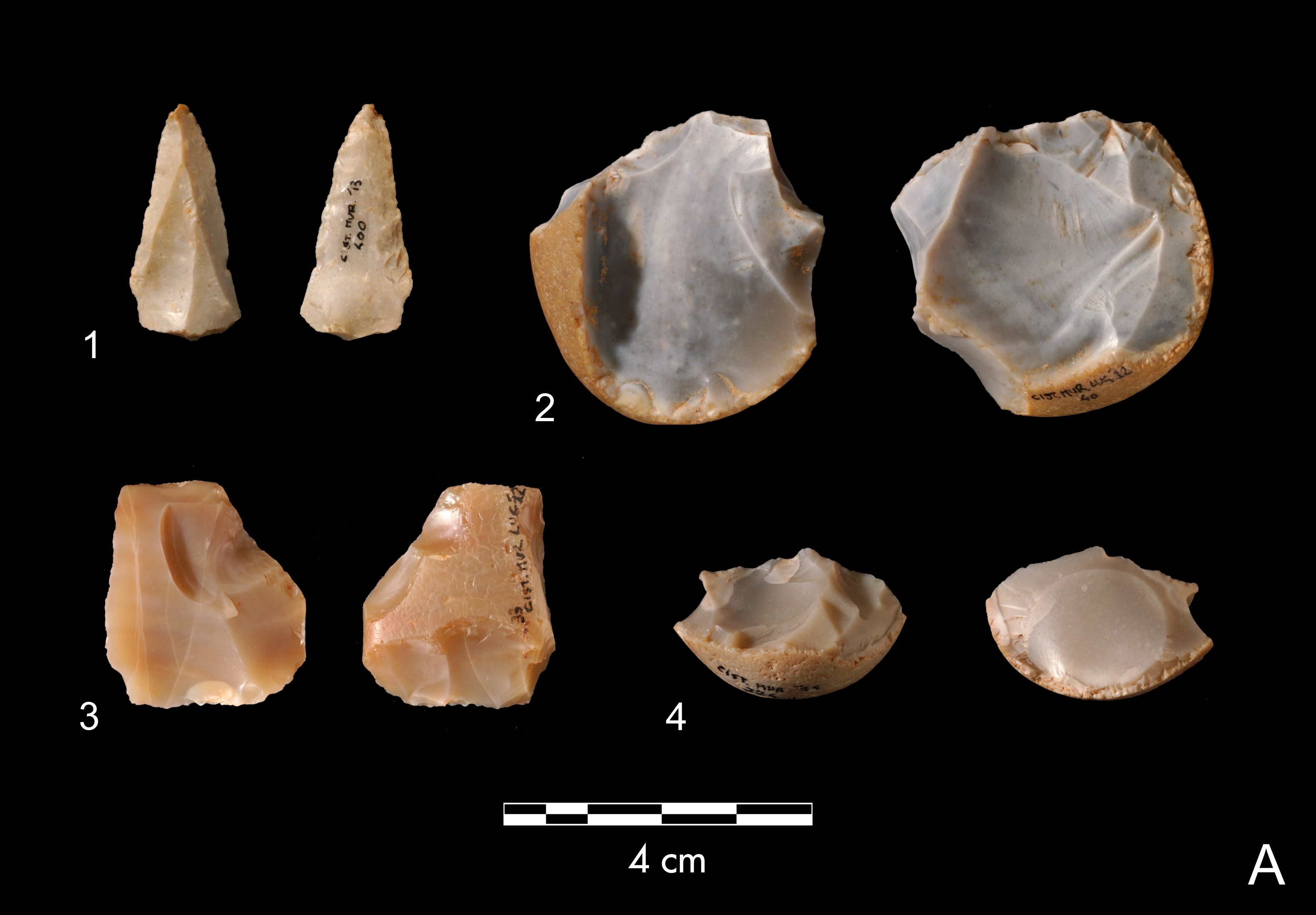
Fig. 6. Industria litica dall'Area 3.

## Studi e Interpretazioni
Un'ampia serie di studi multidisciplinari è stata realizzata sui depositi di Cava Muracci ed i reperti da essi provenienti, con particolare attenzione al contesto denominato "Area 3". I risultati ottenuti hanno fornito preziose informazioni per la comprensione del sito e della Pianura Pontina. Lo studio paleontologico ha permesso di riconoscere la presenza di dodici specie animali differenti, tra cui iena delle caverna, lupo, leopardo, tasso, bue primigenio, cavallo selvatico, rinoceronte dal naso stretto (Fig. 7), cinghiale, cervo, daino, capriolo lepre, donnola e diverse specie di piccoli vertebrati. L’identificazione di individui giovani e adulti di iena delle caverne (Fig. 5), il rinvenimento di una grande quantità di palchi di cervo caduchi (Fig. 8a), nonché la presenza sulle ossa di tracce di frattura e rosicchiamento tipiche dello sfruttamento da parte di grandi carnivori (Fig. 8b), oltre a resti parzialmente digeriti e rigurgitati (Fig. 8c), ha permesso di interpretare il sito quali una tana di iena. Lo studio morfologico dei coproliti, che ha permesso di riconoscerne l’origine nel medesimo carnivoro, ha ulteriormente confermato questa interpretazione. 
È soprattutto nel potenziale paleoecologico che risiede però l’importanza dei coproliti rinvenuti, poiché questi conservano al loro interno il polline assimilato giornalmente dalla iena attraverso l’alimentazione. L’analisi pollinica degli stessi (Fig. 11) ha quindi fornito un dato sulla vegetazione presente nell'area circostante il sito. Queste indicazioni, congiuntamente alle informazioni ambientali provenienti dagli studi faunistici e geologici, hanno permesso di proporre una dettagliata ricostruzione ambientale della Pianura Pontina nel tardo Pleistocene. La regione presentava una geomorfologia diversa da quella visibile oggi. Durante il tardo Pleistocene il progressivo raffreddamento delle temperature comportò un'espansione dei ghiacciai globali e di conseguenza un abbassamento del livello del mare che, in virtù della lieve pendenza del litorale laziale, aumentò considerevolmente l’ampiezza della Pianura Pontina. In questo quadro geografico,  un ambiente a mosaico con almeno tre habitat a clima temperato coesistenti: i) Un ambiente umido e paludoso lungo la costa ed i corsi d’acqua maggiori, ricco di vegetazione ed abitato da cinghiali, piccoli mammiferi, anfibi e rettili; ii) La parte centrale della pianura era caratterizzata da estese steppe e praterie, con piccole aree arborate. Questa zona era occupata da grandi mammiferi quali cavalli selvatici, rinoceronti e ovviamente la iena delle caverne; iii) L’area collinare a ridosso della catena dei Lepini-Ausoni era invece ricoperta di boschi mediterranei con radure. Cervi, daini, caprioli, buoi primigeni, lupi e piccoli mammiferi popolavano questa fascia. La coesistenza in un’area ristretta di habitat così diversi rappresenta una variabilità non comune in questo periodo della Preistoria, climaticamente particolarmente instabile, che offriva condizioni di vita favorevoli alle specie che vi abitavano. La scoperta a Cava Muracci di uno degli ultimi rinoceronti d’Italia del tipo Stephanorhinus hemitoechus sembra supportare l’ipotesi che la Pianura Pontina non abbia attraversato improvvisi e severi cambiamenti climatici. Tale natura del territorio potrebbe spiegare anche la forte presenza umana testimoniata dalla presenza di centinaia di siti all'aperto nell'intera regione. Frequentazione umana che nel sito Cava Muracci è quasi certamente da escludere, mentre doveva essere presente nell'area circostante. Analisi delle tracce d’uso sulle industrie litiche rinvenute in "Area 3" hanno infatti evidenziato come questi reperti abbiano subito un trasporto in acqua, probabilmente durante lo straripamento di uno dei numerosi corsi della regione, che li ha raccolti nelle vicinanze e riversati all'interno della grotta. A questo medesimo agente sarebbe dovuto l'accumulo di sporadici resti fossili nelle Aree 1, 2, 5 e 6. Viceversa, le Aree 4 e 7 possono essere considerate quali tane di iena non dissimili da Area 3, il cui deposito è stato però severamente danneggiato dalle operazioni di cava.

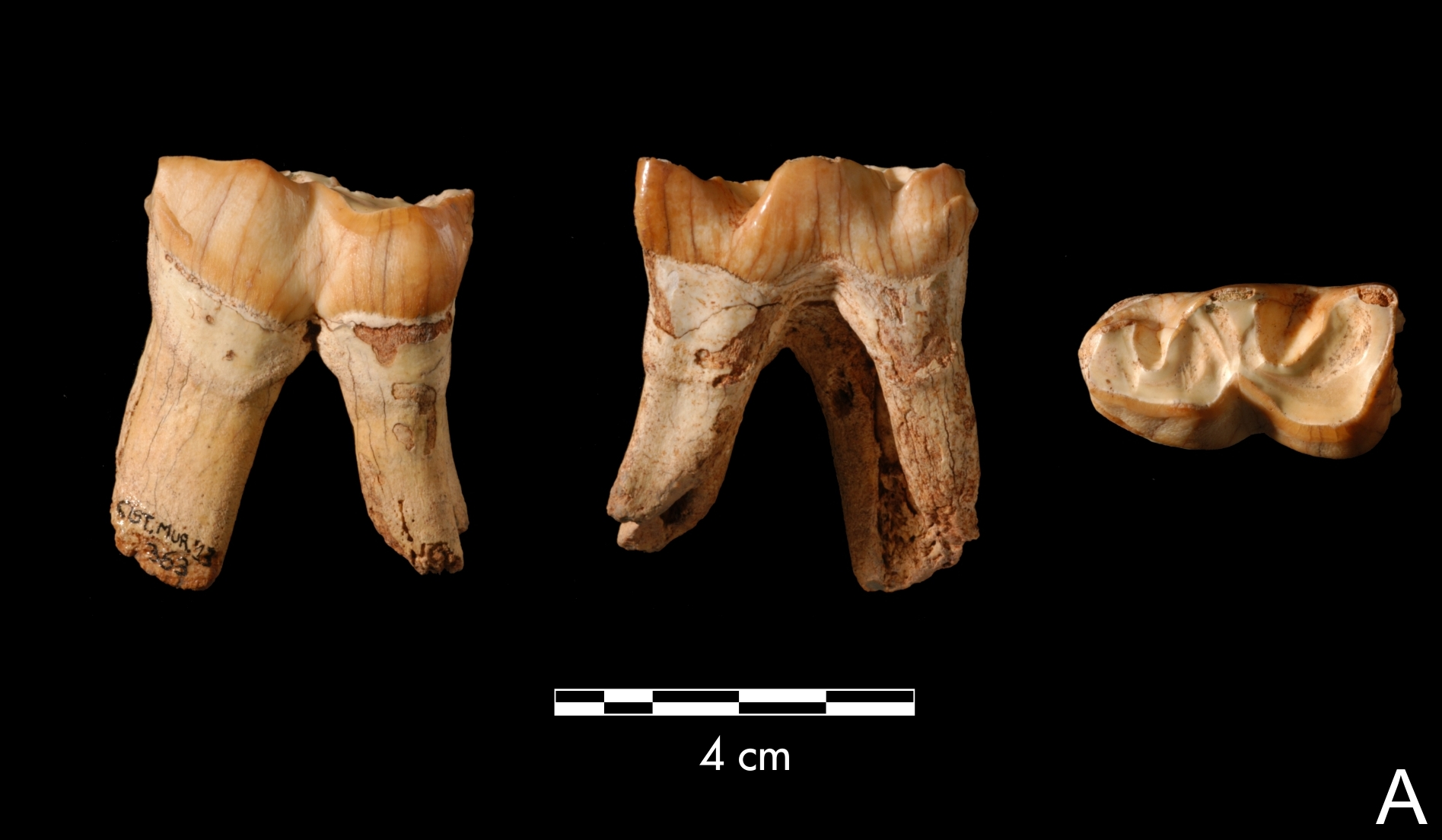
Fig. 7. Molare di Stephanorhinus hemitoechus dall'Area 3.
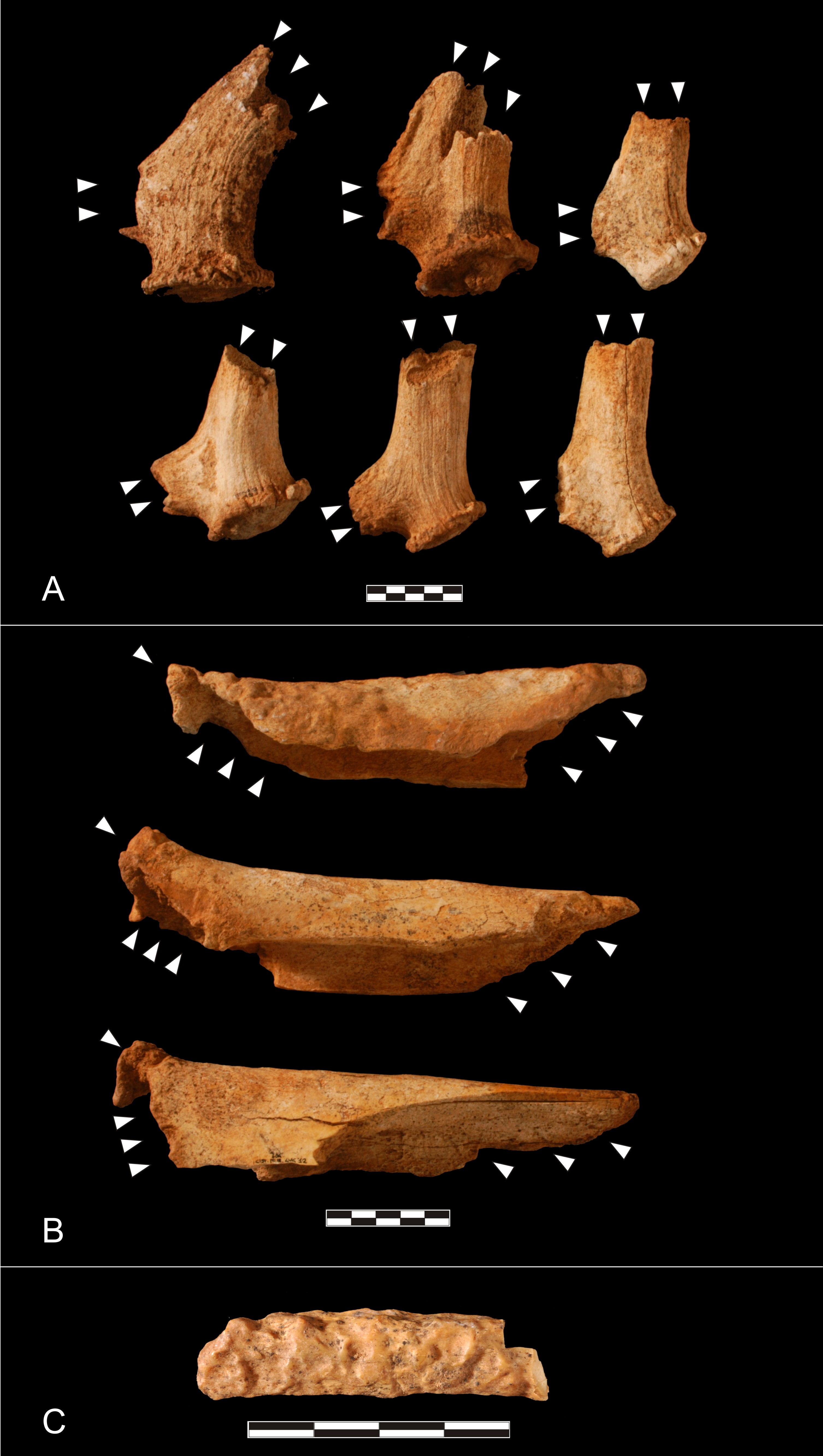
Fig. 8. Resti ossei con tracce di rosicchiamento (A-B) e parziale digestione (C) da parte della iena.
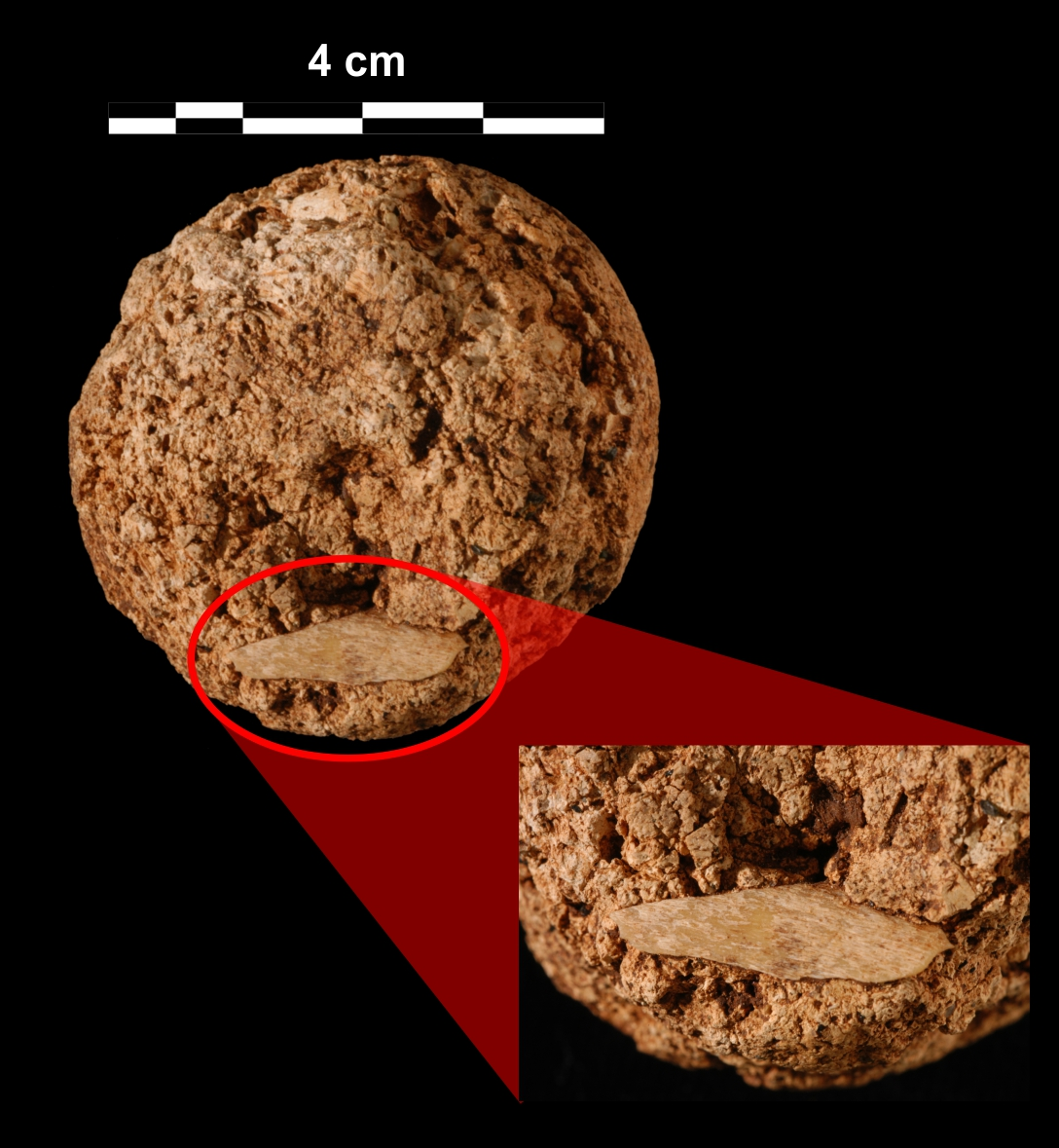
Fig. 9. Coprolite di iena con frammento osseo
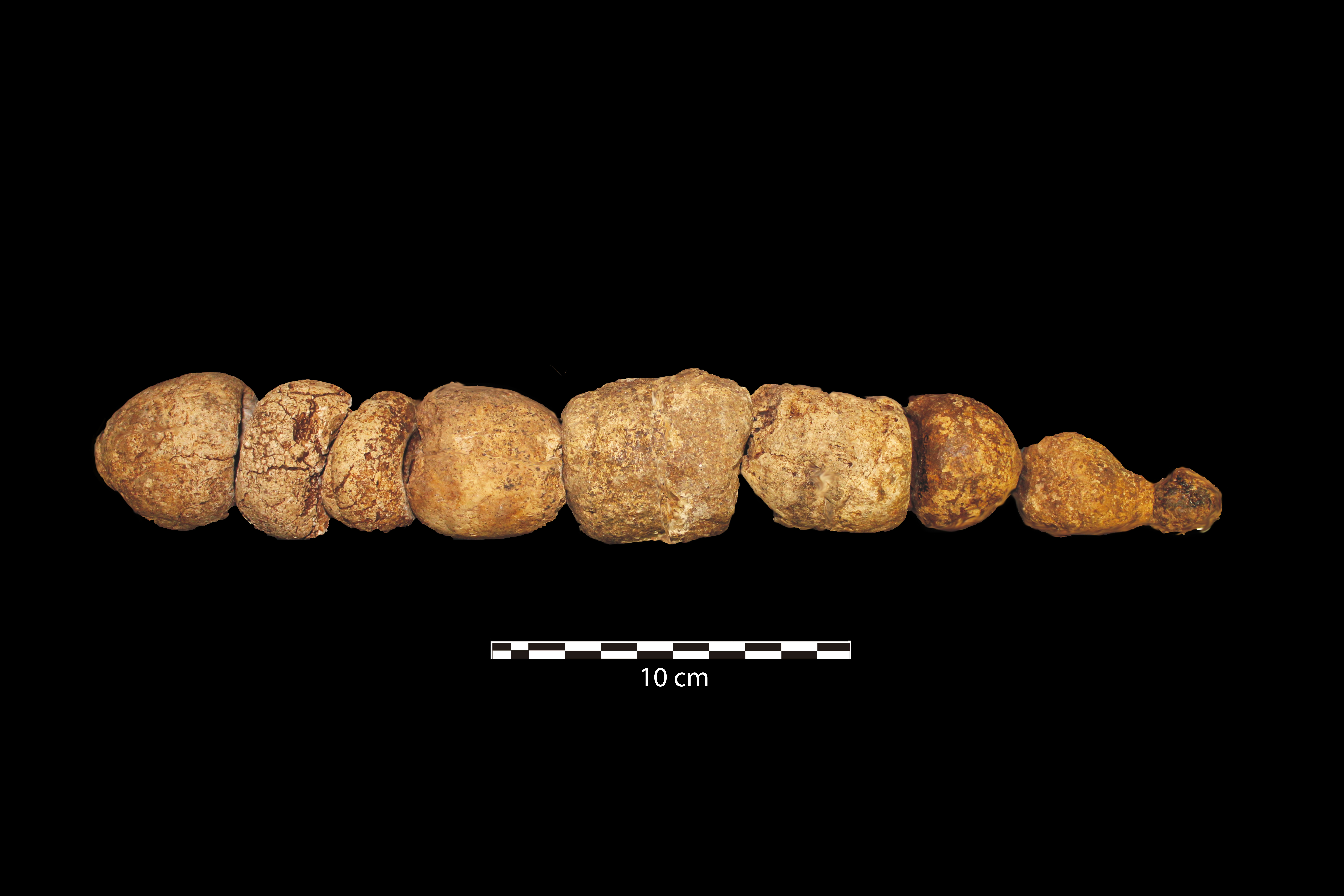
Fig. 10. Feci fossili di iena.
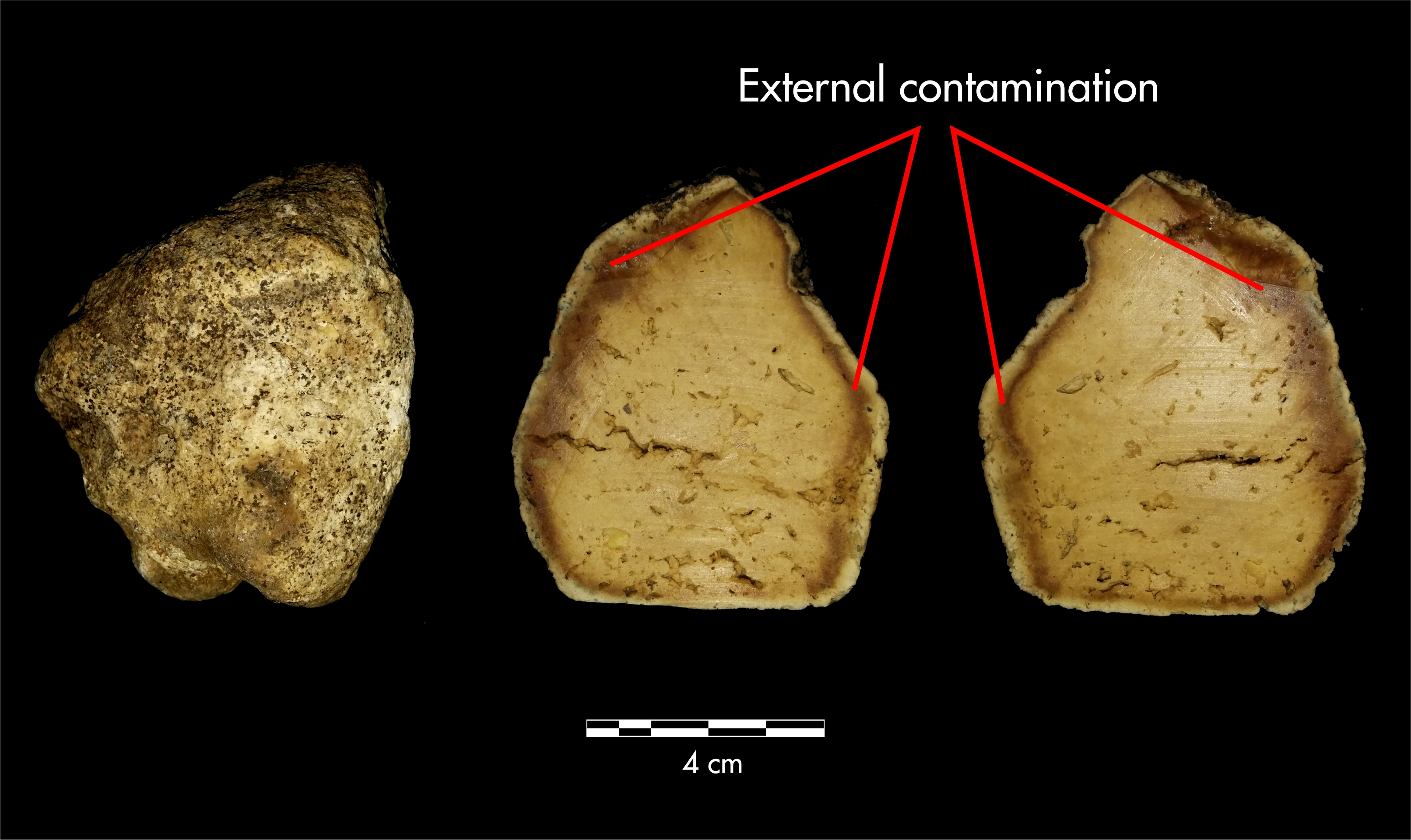
Fig. 11. Coprolite di iena dissezionato con visione della contaminazione penetrata al suo interno.